# Michele Rapisardi
Michele Rapisardi (Catania, 27 dicembre 1822 – Firenze, 19 dicembre 1886) è stato un pittore italiano, esponente del romanticismo.

## Biografia

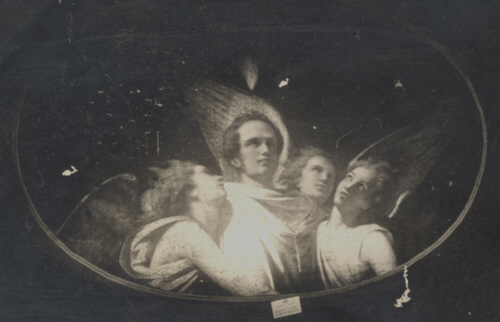
Apoteosi di Bellini, dipinto trasparente (1876) – collezione di Francesco Paolo Frontini.

Nato a Catania da Giuseppe Rapisardi (1799-1853), pittore e ritrattista e da Rosaria de Luca, mostra presto viva inclinazione all'arte del disegno e, dopo la prima educazione impartita dal padre, nel 1843 ottiene dal Decurionato di Catania una pensione dell'importo di dodici ducati al mese per proseguire i propri studi per quattro anni a Roma presso lo studio del pittore messinese Natale Carta, l'Accademia di Francia a Villa Medici, e l'Accademia delle Belle Arti di San Luca.
Nel 1846 ottiene riconoscimenti ai concorsi indetti dall'Accademia dei Virtuosi al Pantheon e dall'Accademia delle Belle Arti di San Luca; l'anno successivo si trasferisce a Firenze dove riproduce, ammirato, le opere di Raffaello, Michelangelo e del Beato Angelico e dipinge soggetti storici e contemporanei (Federico II d'Aragona all'assedio di Messina e Angelo d'Italia) che espone con successo alle mostre della Società Promotrice delle Belle Arti., dove nel 1848 viene premiato per L'angelo d'Italia-Iddio lo vuole.
Nel 1850 fa ritorno a Catania, dove ottiene una proroga della sua pensione che rappresenta l'unico mezzo di sostentamento unitamente alla vendita dei quadri di propria produzione, soggiorna a Messina per eseguire ritratti di nobili locali; nel 1851 ritorna a Firenze, partecipa all'Esposizione di Genova con L'ostracismo e alla mostra della Società Promotrice delle Belle Arti fiorentina con tre quadretti di donne in costume catanese, viaggia a Venezia per ammirare le opere di Tiziano e dei grandi maestri veneziani.
Nel 1852 partecipa nuovamente all'Esposizione della Società Promotrice di Firenze con sei opere (L'angelo della speranza, Dante e Beatrice, ovvero La nullità del mondo, Dante e Beatrice, ovvero Amore e poesia, Dante a Verona presso lo Scaligero, La catanese costume siciliano, L'ostracismo).
Questo periodo segna il raggiungimento della piena maturità artistica del Rapisardi.
(Michele Rapisardi)
Dal 1853 frequenta il Caffè Michelangiolo, ritrovo degli artisti che nel 1855 daranno luogo alla corrente dei Macchiaioli e viene incaricato di dipingerne le pareti con due ritratti (Michelangelo e La Venere modesta); partecipa inoltre, con riscontri negativi dai critici del tempo, all'Esposizione della Società Promotrice di Firenze con Uno sguardo a Venezia attraverso cinque secoli, La fuga di Bianca Cappello, Un artista e Costume siciliano e l'anno successivo, turbato dalla morte dell'amato padre, con Il trovatore cacciato in bando e Le vergini di Sion.
Nel 1855 viene scelto dalla Commissione governativa Toscana per partecipare all'Esposizione Universale di Parigi con I primi novellatori italiani alla Corte di Federico II in Sicilia, dipinto che gli vale la Medaglia d'oro della Società Promotrice delle belle arti e la Medaglia al merito all'Esposizione Nazionale di Firenze del 1861, dove inoltre espone San Benedetto benedice San Placido, Le Vergini di Sion. La Margherita, La Gondola veneziana ed è nominato giurato per la classe della scultura.
Raggiunta Catania per radunarsi con la famiglia, nel frattempo riparatasi dalla peste a Mascalucia, esegue una serie di dipinti presso la locale Chiesa di San Vito Martire, patrono del paese.
Tornato a Firenze, si aggiudica la Medaglia d'oro della Società Promotrice delle belle arti per Scena veneziana (La seduzione), dove nel 1857 espone uno dei dipinti più noti L'edera (premiato con la medaglia d'argento), opera successivamente ripresa da Tranquillo Cremona che si ispira all'ideale romantico della tenacia avvolgente dell'amore, oltre a L'infelice e I fuochi fatui.
La sua produzione artistica raggiunge l'apice tra il 1858 e il 1861: tra le principali opere San Benedetto, La cena in Emmaus, Il sacrificio di Gedeone, Il Cuor di Gesù, La margherita, Venere, L'abbondanza, Bianco fiorentino che difende la figlia da un Nero, Federico Barbarossa vinto dalla Lega Lombarda, La disillusa, Ofelia.
Nel 1860 è a Parigi in compagnia di Auguste Gendron, nel 1862 partecipa alla Promotrice di Firenze con Gli amanti fiorentini, viene eletto socio onorario dell'Accademia di Belle Arti di Milano: in questo periodo dipinge Amor pensieroso, Amor spensierato, Costume catanese, Calendimaggio, Le castellane e l'indovina e l'opera a oggi più nota, I vespri siciliani, capolavoro rimasto incompiuto a causa delle numerosissime commissioni pervenutegli, a testimonianza della notorietà raggiunta dal Rapisardi in questo periodo.
Verso la fine del 1864, su proposta del Ministero della Pubblica Istruzione, viene nominato Cavaliere dei Santi Maurizio e Lazzaro, nel 1865 partecipa all'Esposizione della Società d'incoraggiamento alle arti con Paese, Le castellane e l'indovina, Marina, Figura, Calendimaggio, Casa rustica, Ofelia pazza (esposta all'Esposizione Universale di Parigi del 1867) e viene nominato Socio d'onore dell'Istituto di Belle Arti di Bologna.
Nel 1868 partecipa all'Esposizione della Società d'incoraggiamento di Firenze con Un capriccio, La prima sventura di Luigi Camoens, Una testa di donna, nel 1869 viene nominato professore dell'Accademia delle Arti del Disegno di Firenze e nel 1873 partecipa all'Esposizione Universale di Vienna con Le maggiolate, mentre nel 1876 viene nominato Cavaliere della Corona d'Italia.
Dipinti di rilievo di questo periodo sono: Caterina de' Medici e l'astrologo, Il trovatore, Marianna e il paggio, Amor contrastato , Costume del quattrocento, Arcana parola, Odalisca, La corte d'amore della contessa di Sciampagna, Fanciulla americana, Marianna e il paggio, Leonardo da Vinci che schizza dal vero alcune figure, Apoteosi di Bellini, L' Egiziana moderna, Margherita e Fausto, Se fossi ricca!, Donna che legge.
Muore il 19 dicembre 1886 a seguito dell'aggravarsi di patologie polmonari pregresse: è sepolto nel Cimitero monumentale della Ven. Arciconfraternita della Misericordia di Firenze, il Camposanto dei "Pinti".

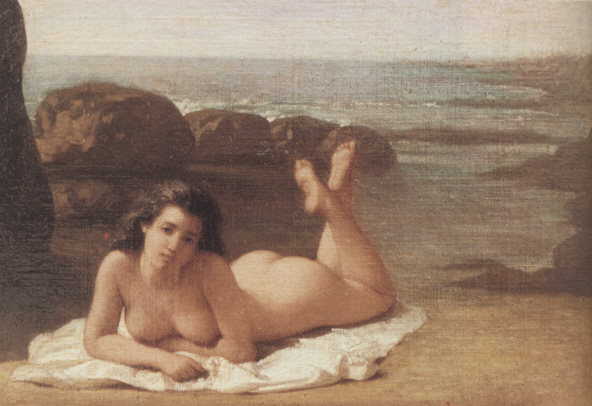
Riproduzione studio di Michele Rapisardi, Sirena (1871).

Nella strada in cui ha abitato a Catania (via Coppola, angolo via Antonino di Sangiuliano) è affissa una targa marmorea: 
(Mario Rapisardi)
Nel 1990 è allestita la mostra Michele Rapisardi nelle collezioni catanesi presso il Monastero dei Benedettini di Catania.

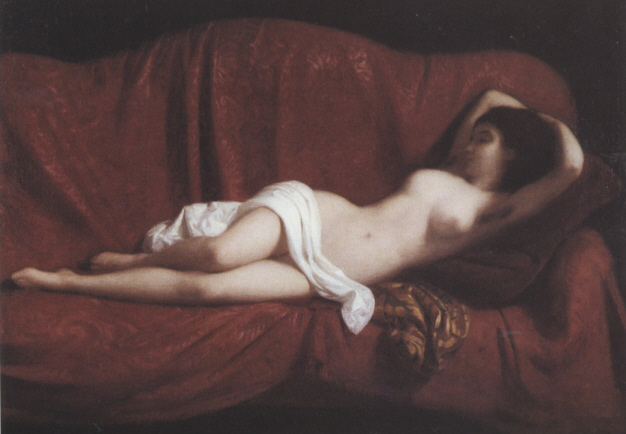
Riproduzione Venere su divano rosso (1858), di Michele Rapisardi.

## Stile e Opere principali

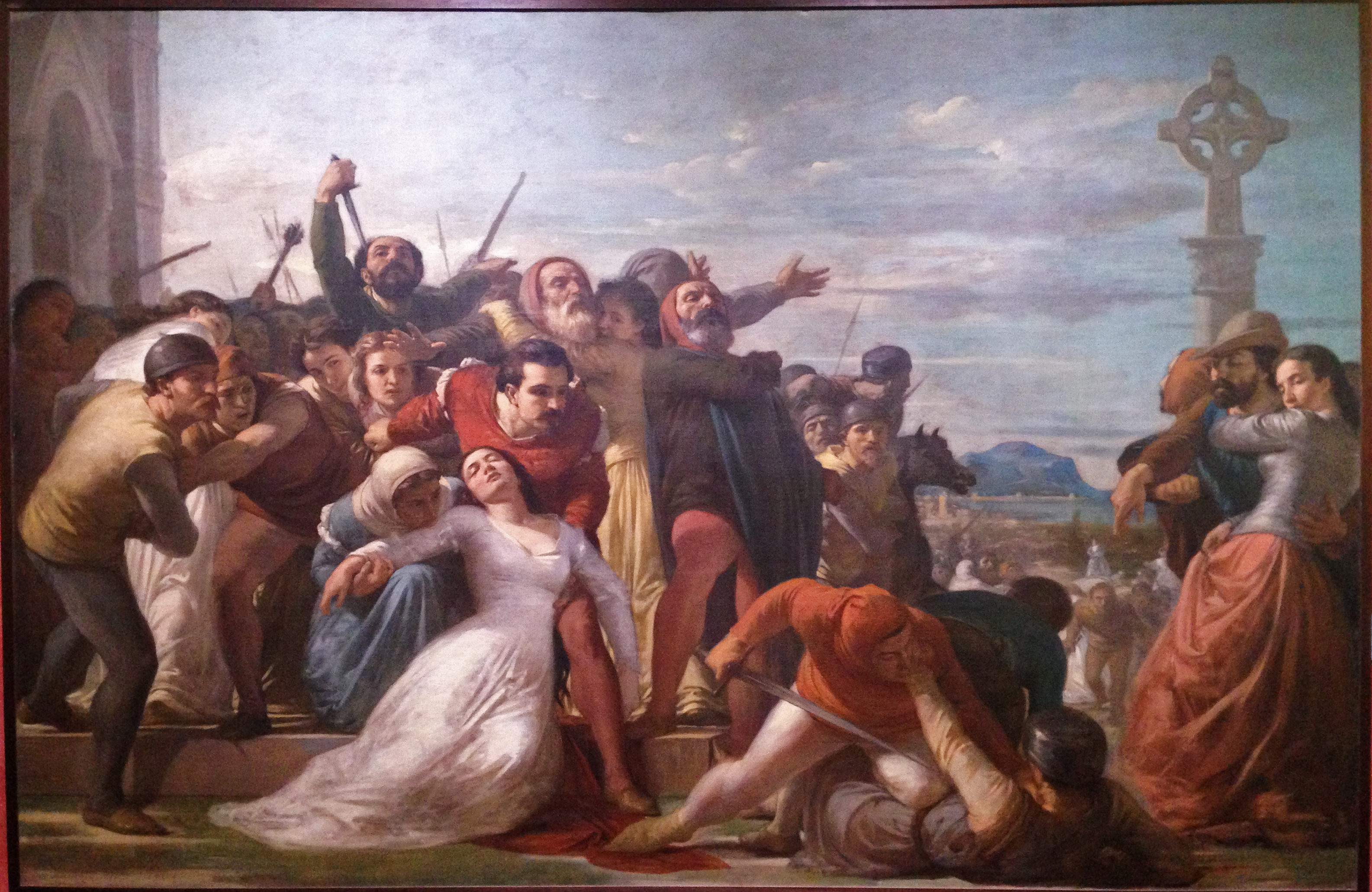
I vespri siciliani (1864-1865).

Di formazione neoclassica, Rapisardi è grande studioso e ammiratore delle opere di Raffaello e Tiziano.
La sua conoscenza personale degli esponenti Macchiaioli, testimoniata dalla frequentazione del Caffè Michelangiolo, non esercita particolare influenza sulla sua arte, tesa alla tradizionale ricerca romantica del bello naturale dettato da uno studio scrupoloso ed esatto della natura e dalla sua imitazione.
I soggetti sono inizialmente di origine storica, in particolare medievale (l'amico Telemaco Signorini, artista di spicco dei Macchiaioli lo defisce un “pittore di romanticismo feudale”); la frequentazione con Auguste Gendron, allievo di Paul Delaroche nel suo soggiorno parigino del 1860 lo conduce a una pittura intrisa di valori sensuali e onirici, che caratterizzano l'ultima fase della sua produzione artistica con il progressivo abbandono del romanticismo storico.
L'opera maggiormente riconosciuta dalla critica, sebbene rimasta incompiuta, è I Vespri Siciliani, tema già molto diffuso (ad esempio, I vespri siciliani di Francesco Hayez) e tratto dal libro La guerra del Vespro siciliano di Michele Amari del 1842, che riporta la rivolta dei 1282 dei siciliani contro gli angioini.
La scena descrive la reazione della folla all'oltraggio subito da una giovane palermitana, che si concretizza nell'uccisione del soldato francese responsabile della violenza e Rapisardi la rappresenta en plein air, alla stregua dei Macchiaioli.
- Rebecca (1849), olio su tela, disperso;
- Costume di Catania (1851), olio su tela, Galleria d'Arte Moderna di Torino;
- Aristide, ovvero L'Ostracismo (1851), olio su tela, disperso;
- Dante e Beatrice, ovvero La nullità del mondo (1852), olio su tela, disperso;
- Dante e Beatrice, ovvero Poesia e amore (1852), olio su tela, disperso;
- La fuga di Bianca Cappello (1853), olio su tela, disperso;
- Fuochi fatui (1853), olio su tela, disperso;
- Addolorata (1856), olio su tela, Santuario della Madonna della Consolazione di Mascalucia;
- Cuore di Gesù (1856), olio su tela, Santuario della Madonna della Consolazione di Mascalucia;
- L'edera (Je meurs ou je m'attaché) (1857), olio su tela, collezione privata;
- San Vito e Artemia (1858), olio su tela, Chiesa di San Vito Martire di Mascalucia;
- Sacrificio di Gedeone (1858), olio su tela, Chiesa di San Placido di Catania;
- Cena in Emmaus (1858), olio su tela, Chiesa di San Placido di Catania;
- L'Immacolata (1858), olio su tela, Chiesa di San Placido di Catania;
- Sant'Agata in carcere (1858), olio su tela, Chiesa di San Placido di Catania;
- Apoteosi del Bellini (1862), olio su tela, Museo Belliniano di Catania;
- San Benedetto benedice San Placido (1861), olio su tela, Chiesa di San Benedetto di Catania;
- Re Totila si prostra dinanzi a San Benedetto (1861), olio su tela, Chiesa di San Benedetto di Catania;
- San Luigi Gonzaga (1862), olio su tela, Chiesa di San Vito Martire di Mascalucia;
- I vespri Siciliani (1864), olio su tela, Museo Civico al Castello Ursino di Catania;
- Calendimaggio (1864-1865), olio su tela, Museo Civico al Castello Ursino di Catania;
- Ofelia Pazza (1865), olio su tela, Museo Civico al Castello Ursino di Catania;
- Autoritratto (1866), olio su tela, Galleria degli Uffizi di Firenze;
- Margherita e Fausto (1868), olio su tela, Museo Civico al Castello Ursino di Catania;
- Bagnanti (1869), olio su tela, Museo Civico al Castello Ursino di Catania;
- Le donne velate (Capriccio) (1869), olio su tela, collezione privata;
- Le castellane e il Menestrello (1869), olio su tela, Museo Civico al Castello Ursino di Catania;
- Amore Contrastato (1872), olio su tela, Museo Civico al Castello Ursino di Catania;
- Le maggiolate (1872), olio su tela, Galleria Nazionale d'Arte Moderna di Roma;
- Se fossi ricca (1879), olio su tela, Museo Civico al Castello Ursino di Catania;
- Sant'Antonio da Padova (1882), olio su tela, Chiesa madre di Nicolosi;
- Ore Felici (1883), olio su tela, Museo Civico al Castello Ursino di Catania;
- L'Orientale (1883), olio su tela, Museo Civico al Castello Ursino di Catania.